# Australasian Championships 1922 - Doppio femminile
Esna Boyd e Marjorie Mountain hanno battuto in finale Floris St. George e Gwen Utz con il punteggio di 1–6, 6–4, 7–5.

## Tabellone

### Legenda
| - Q = Qualificato - WC = Wild card - LL = Lucky loser | - ALT = Alternate - SE = Special Exempt - PR = Protected Ranking | - w/o = Walkover - r = Ritirato - d = Squalificato |

|  | Quarti di finale              | Quarti di finale              | Quarti di finale           | Quarti di finale | Quarti di finale |  |  | Semifinali                    | Semifinali                    | Semifinali                    | Semifinali                  | Semifinali |   |   | Finale               | Finale               | Finale | Finale | Finale |  |
|  |                               |                               |                            |                  |                  |  |  |                               |                               |                               |                             |            |   |   |                      |                      |        |        |        |  |
|  | Esna Boyd M Mountain          | Esna Boyd M Mountain          | Esna Boyd M Mountain       | 6                | 6                |  |  |                               |                               |                               |                             |            |   |   |                      |                      |        |        |        |  |
|  | Mrs Docker Miss Schultze      | Mrs Docker Miss Schultze      | Mrs Docker Miss Schultze   | 1                | 4                |  |  | Esna Boyd M Mountain          | Esna Boyd M Mountain          | Esna Boyd M Mountain          | 7                           | 6          |   |   |                      |                      |        |        |        |  |
|  | Mall Molesworth Jessie Watson | Mall Molesworth Jessie Watson | 7                          | 4                | 6                |  |  | Mall Molesworth Jessie Watson | Mall Molesworth Jessie Watson | Mall Molesworth Jessie Watson | 5                           | 3          |   |   |                      |                      |        |        |        |  |
|  | Syd Carr Esme Doddemeade      | Syd Carr Esme Doddemeade      | 5                          | 6                | 3                |  |  |                               |                               |                               |                             |            |   |   | Esna Boyd M Mountain | Esna Boyd M Mountain | 1      | 6      | 7      |  |
|  | I Forbes Smith Sylvia Lance   | I Forbes Smith Sylvia Lance   | 5                          | 13               | 6                |  |  |                               |                               | Floris St. George Gwen Utz    | Floris St. George Gwen Utz  | 6          | 4 | 5 |                      |                      |        |        |        |  |
|  | Gray Lloyd                    | Gray Lloyd                    | 7                          | 11               | 2                |  |  | I Forbes Smith Sylvia Lance   | I Forbes Smith Sylvia Lance   | I Forbes Smith Sylvia Lance   | I Forbes Smith Sylvia Lance |            |   |   |                      |                      |        |        |        |  |
|  | Floris St. George Gwen Utz    | Floris St. George Gwen Utz    | Floris St. George Gwen Utz | 6                | 6                |  |  | Floris St. George Gwen Utz    | Floris St. George Gwen Utz    | Floris St. George Gwen Utz    | Floris St. George Gwen Utz  | w/o        |   |   |                      |                      |        |        |        |  |
|  | Daisy Garland D Menzies       | Daisy Garland D Menzies       | Daisy Garland D Menzies    | 3                | 2                |  |  |                               |                               |                               |                             |            |   |   |                      |                      |        |        |        |  |